# Cremni

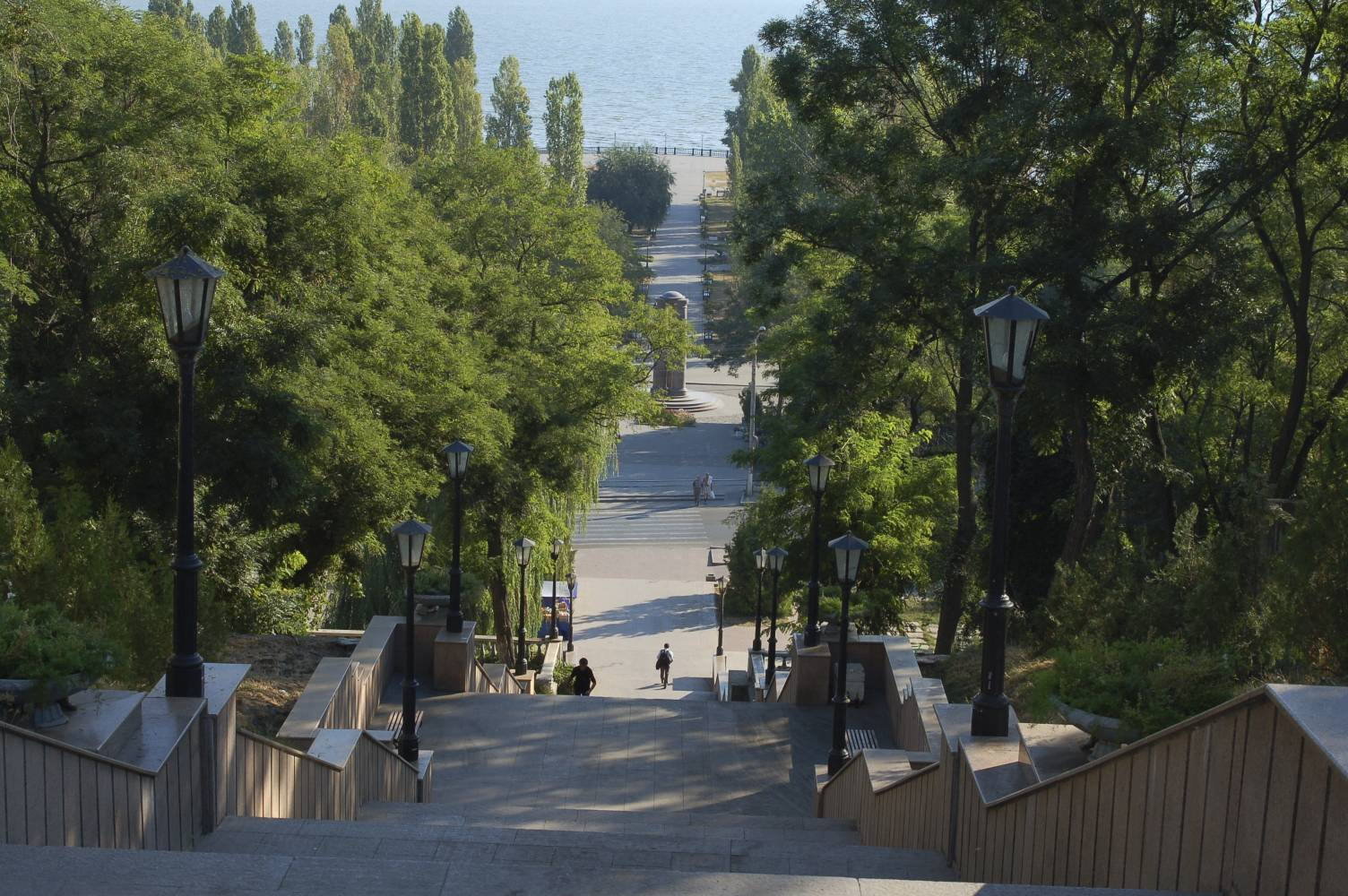
Kámennaya lésnitsa, en Taganrog.

Cremni (en griego antiguo: Κρημνοί) fue un asentamiento de la Antigua Grecia fundado en la orilla del mar de Azov aproximadamente en el siglo VII a. C.. Actualmente se halla en el barrio Kámennaya léstnitsa de Taganrog, en el óblast de Rostov de Rusia. Es citada por Heródoto Se trata de la colonia griega más al norte y una de las más tempranas conocidas en la zona

## Historia
La sospecha de que en las proximidades de Taganrog se hallaba un yacimiento griego antiguo apareció en la década de 1930, cuando, al realizarse obras de la conducción del colector de la localidad, se descubrieron fragmentos de cerámica griega antigua. En ese momento no se llegaron a realizar excavaciones, que tendrían que esperar a la década de 1960, cuando un grupo de arqueólogos de Moscú, bajo la dirección del profesor Vladímir Blavatski, que trató de buscar rastros en la costa del mar de Azov sin éxito.
La cooperación moderna entre los arqueólogos rusos y alemanes comenzó en 1994, cuando los arqueólogos de Rostov del Don P. A. Larenok y V. P. Kopylov publicaron el catálogo de hallazgos arqueológicos en la costa norte del golfo de Taganrog. El mar llevaba a la orilla una gran cantidad de trozos de cerámica y otras pruebas de la presencia de la antigua colonia. En particular se hallaron fragmentos de cerámica griega jónica de una antigüedad que se remonta con certeza a entre finales del siglo VII e inicios del siglo VI a. C.
Como explica Pavel Larenok, la historia del mar de Azov es muy compleja, geológicamente todo la región de Rostov era un fondo de mar, con la excepción de la cordillera de Donets. 40 mil años atrás, el mar de Azov no existía, sino que era parte del valle del antiguo río Don, que desembocaba en el mar Negro a través del estrecho de Kerch, y poco a poco se fue formando el mar actual. Cuando los griegos llegaron aquí el nivel del mar era entre tres y siete metros más bajo, y se establecieron no en el golfo de Taganrog sino en las entonces marismas del delta del Don.
Gracias a la cooperación económica de la comunidad de arqueólogos alemanes, en 2004 se iniciaron, a los pies de la Kámennaya lésnitsa, excavaciones a gran escala. Con la llegada de Ortwin Dally, de la Universidad Libre de Berlín y el especialista en Historia Antigua, Torsten Shunke. Por parte rusa participaron Pavel Larenok y Serguéi Miachin. En estas excavaciones se halló el emplazamiento de la colonia y un taller de fundición de bronce, donde se realizaban puntas de flecha para los escitas. La colonia fue fundada en un lugar previamente habitado, y estuvo ocupada durante aproximadamente un siglo.
En marzo de 2011 el profesor Dalli presentó el informe sobre los resultados del trabajo de la expedición arqueológica germano-rusa en una conferencia científica en la Academia Rusa de Ciencias. Según las estimaciones de los arqueólogos, la colonia surgió en el siglo VII a. C. y estaba poblada por colonos, en su mayoría, procedentes del norte de Jonia. No se han descubierto restos de edificios públicos o Ágora, por lo que se puede llegar a la conclusión de que el asentamiento no era una colonia de pleno derecho griega sino un puesto comercial o emporio como lo fue en su momento, por ejemplo, Marsella. De acuerdo con el investigador, en la ciudad habitaba población griega y también local, como se colige de los restos de cerámica hallados..
En las excavaciones se identificaron asimismo niveles culturales pertenecientes a la época de Jazaria (alrededor del siglo VIII) y de entre los siglos XII y XIV, cuando las galeras venecianas y genovesas comerciaban en la zona.